# قانون راؤول

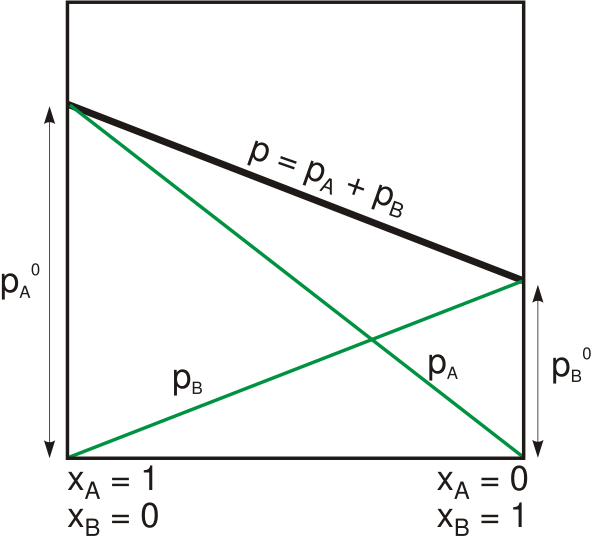

قانون راؤول  (بالإنجليزية: Raoult's law) هو قانون في الكيمياء صاغه العالم فرانسوا ماري راؤول [الإنجليزية]. وينص القانون على أن ضغط البخار لسائل مثالي يعتمد على ضغط البخار لكل من مكوناته وأجزائها المولية الموجودة في السائل.
عندما تصل مجزنات السائل حالة التوازن الكيميائي فيمكن صياغة ضغط البخار الكلي p للسائل بالمعادلة:
{\displaystyle p=p_{\rm {A}}^{\star }x_{\rm {A}}+p_{\rm {B}}^{\star }x_{\rm {B}}+\cdots }
ويبلغ ضغط بخار كل من مكوناته :
{\displaystyle p_{i}=p_{i}^{\star }x_{i}}
حيث:
p*i ضغط البخار للمكون النقي،
xi الجزء المولي للمكون النقي.

## اقرأ أيضا
- تقطير جزئي
- تقطير النفط
- تقطير جاف